# Gareth Gwenlan
Gareth Gwenlan, né le 26 avril 1937 à Brecon (pays de Galles) et mort le 9 mai 2016 à Hertfordshire (Angleterre), est un producteur et réalisateur britannique.

## Biographie
Né à Brecon au Pays de Galles, Gwenlan a été élevé par sa mère et ses grands-parents après la mort de son père. A la fin des années 1950, il s’est formé à l’art dramatique au Rose Bruford College de Londres avant de commencer sa carrière au Théâtre Royal de York.
Entré à la BBC en 1965 comme directeur adjoint du département dramatique, il a travaillé sur des séries comme Doctor Who. Il s’est ensuite tourné vers la comédie et a réalisé plusieurs programmes, dont Oh Brother! et Comedy Playhouse.
Producteur influent, Gwenlan a supervisé de nombreuses sitcoms emblématiques. Il a produit The Fall and Rise of Reginald Perrin (1976-79), Butterflies (1978-83), et To The Manor Born (1979-81), dont le dernier épisode a attiré 27 millions de téléspectateurs, un record à l’époque.
Après son départ de la BBC en 1990, il a continué à produire des sitcoms, notamment High Hopes (2002-08). Il a été fait officier de l’Ordre de l’Empire britannique en 2013 et a reçu un prix pour l’ensemble de sa carrière de la BAFTA en 2011.

## Filmographie

### comme producteur
- 1975 : Going, Going, Gone... Free? (TV)
- 1976 : The Fall and Rise of Reginald Perrin (série télévisée)
- 1979 : To the Manor Born (série télévisée)
- 1981 : Solo (en) (série télévisée)
- 1982 : Goodbye, Mr. Kent (série télévisée)
- 1983 : Pinkerton's Progress (série télévisée)
- 1983 : Sweet Sixteen (série télévisée)
- 1985 : The Mistress (série télévisée)
- 1988 : Double First (série télévisée)
- 1990 : On the Up (série télévisée)
- 1994 : Honey for Tea (série télévisée)
- 1995 : Next of Kin (série télévisée)
- 1996 : Roger Roger (TV)
- 1996 : The Legacy of Reginald Perrin (série télévisée)
- 1998 : Roger Roger (série télévisée)
- 1998 : Heartburn Hotel (série télévisée)
- 2005 : Cynthia (série télévisée)
- 2002-2015 :  High Hopes (série télévisée)
- 2010-2011 : Rock & Chips (TV)
- 2013 : Yes, Prime Minister (série télévisée)

### comme réalisateur[9]
- 1973 : Oh Father !  (série télévisée)
- 1974 : Mr Big (épisode : The Big Job) (TV)
- 1975 : After That, This (TV)
- 1975 : Only On Sunday  (TV)
- 1975 : Going, Going, Gone... Free ? (TV)
- 1976-1978 : The Fall and Rise of Reginald Perrin (série télévisée)
- 1979-1981 : To the Manor Born (série télévisée)
- 1980 : The Sun Trap (série télévisée)
- 1983 : Sweet Sixteen (série télévisée)
- 1988 : Double First (série télévisée)
- 1990 : On the Up (série télévisée)
- 1994 : Honey for Tea (série télévisée)
- 1995 : Next of Kin (série télévisée)
- 1998 : Heartburn Hotel (série télévisée)
- 2000 : Time Gentlemen Please (série télévisée)
- 2002-2015 :  High Hopes (série télévisée)
- 2005 : Cynthia (série télévisée)
- 2013 : Yes, Prime Minister (série télévisée)